# Copa Challenger de Voleibol Femenino de 2018
La Copa Challenger de Voleibol Femenino 2018 fue la primera edición del torneo anual internacional de voleibol femenino disputado por seis equipos nacionales que otorgó una plaza para la edición 2019 de la Liga de Naciones FIVB. El torneo se llevó a cabo en Lima, Perú, entre el 20 y el 24 de junio.

## Clasificación
| País      | Confederación | Clasificado como                                               | Clasificado en      |             |         |                                       |                    |
| --------- | ------------- | -------------------------------------------------------------- | ------------------- | ----------- | ------- | ------------------------------------- | ------------------ |
| País      | Confederación | Clasificado como                                               | Clasificado en      | Puerto Rico | NORCECA | Ganador del clasificatorio de NORCECA | 20 de mayo de 2018 |
| Colombia  | CSV           | Subcampeón del clasificatorio de la CSV                        | 27 de mayo de 2018  |             |         |                                       |                    |
| Bulgaria  | CEV           | Campeonas Liga Europea de Voleibol 2018                        | 15 de junio de 2018 |             |         |                                       |                    |
| Hungría   | CEV           | Subcampeonas Liga Europea de Voleibol 2018                     | 15 de junio de 2018 |             |         |                                       |                    |
| Perú      | CSV           | País anfitrión y campeón del clasificatorio de la CSV          | Junio de 2018       |             |         |                                       |                    |
| Australia | AVC           | Sustituye a ganador del clasificatorio de la AVC ( Kazajistán) | Junio de 2018       |             |         |                                       |                    |

## Sistema de competición
Los 6 equipos se dividieron en 2 grupos determinados por el sistema serpentino. El equipo anfitrión estará en la primera posición y los otros equipos serán asignados por su clasificación mundial de la FIVB en agosto de 2017. Los 2 mejores equipos de cada grupo jugaron en semifinales. Los equipos ganadores jugaron en el partido final.
Los equipos fueron clasificados de acuerdo a los siguientes criterios:
1. Mayor número de partidos ganados.
2. Mayor número de puntos obtenidos, los cuales son otorgados de la siguiente manera:
  - Partido con resultado final 3-0 y 3-1: 3 puntos al ganador y 0 puntos al perdedor.
  - Partido con resultado final 3-2: 2 puntos al ganador y 1 puntos al perdedor.
3. Proporción entre los sets ganados y los sets perdidos (Sets ratio).
4. Proporción entre los puntos ganados y los puntos perdidos (Puntos ratio).
5. Si el empate persiste entre dos equipos se le da prioridad al equipo que haya ganado el último partido entre los equipos implicados.
6. Si el empate persiste entre tres equipos o más se realiza una nueva clasificación solo tomando en cuenta los partidos entre los equipos involucrados.

El ganador del torneo avanzó directamente a la Liga de Naciones de Voleibol Femenino de 2019, para reemplazar al último clasificado de los equipos desafiantes en la competencia de este año (Argentina).
| Grupo A          | Grupo B          |
| ---------------- | ---------------- |
| Perú (Anfitrión) | Puerto Rico (13) |
| Colombia (28)    | Bulgaria (17)    |
| Hungría (30)     | Australia (42)   |

## Resultados
- Del 20 al 24 de junio

- Sede:  Eduardo Dibos Coliseum
- Todos los horarios corresponden a la hora de Lima, Perú ( UTC-05:00 )

### Fase de grupos

#### Grupo A
| Posición | Equipo   | Partidos | Partidos | Partidos | Pts | Sets | Sets | Sets  | Puntos | Puntos | Puntos |
| Posición | Equipo   | PJ       | PG       | PP       | Pts | SG   | SP   | Ratio | PG     | PP     | Ratio  |
| -------- | -------- | -------- | -------- | -------- | --- | ---- | ---- | ----- | ------ | ------ | ------ |
| 1.º      | Colombia | 2        | 2        | 0        | 6   | 6    | 0    | MAX   | 151    | 87     | 1.735  |
| 2.º      | Perú     | 2        | 1        | 1        | 3   | 3    | 3    | 1.000 | 126    | 127    | 0.992  |
| 3.º      | Hungría  | 2        | 0        | 2        | 0   | 0    | 6    | 0.000 | 90     | 153    | 0.588  |

     – Clasificadas a Semifinales.
| Fecha       | Hora  | Equipo 1 | Sets  | Equipo 2 | Set 1 | Set 2 | Set 3 | Set 4 | Set 5 | Total |
| ----------- | ----- | -------- | ----- | -------- | ----- | ----- | ----- | ----- | ----- | ----- |
| 20 de junio | 19:00 | Perú     | 0 : 3 | Colombia | 24-26 | 12-25 | 12-25 |       |       | 48-76 |
| 21 de junio | 19:00 | Colombia | 3 : 0 | Hungría  | 25-13 | 25-19 | 25-7  |       |       | 7539  |
| 22 de junio | 19:00 | Perú     | 3 : 0 | Hungría  | 14-25 | 11-25 | 26-28 |       |       | 51-78 |

#### Grupo B
| Posición | Equipo      | Partidos | Partidos | Partidos | Pts | Sets | Sets | Sets  | Puntos | Puntos | Puntos |
| Posición | Equipo      | PJ       | PG       | PP       | Pts | SG   | SP   | Ratio | PG     | PP     | Ratio  |
| -------- | ----------- | -------- | -------- | -------- | --- | ---- | ---- | ----- | ------ | ------ | ------ |
| 1.º      | Bulgaria    | 2        | 2        | 0        | 6   | 6    | 0    | MAX   | 150    | 92     | 1.630  |
| 2.º      | Puerto Rico | 2        | 1        | 1        | 3   | 3    | 3    | 1.000 | 125    | 119    | 1.050  |
| 3.º      | Australia   | 2        | 0        | 2        | 0   | 0    | 6    | 0.000 | 86     | 150    | 0.573  |

     – Clasificadas a Semifinales.
| Fecha       | Hora  | Equipo 1    | Sets   | Equipo 2  | Set 1 | Set 2 | Set 3 | Set 4 | Set 5 | Total |
| ----------- | ----- | ----------- | ------ | --------- | ----- | ----- | ----- | ----- | ----- | ----- |
| 20 de junio | 17:00 | Bulgaria    | 3 : 0] | Australia | 25-11 | 25-16 | 25-15 |       |       | 75-42 |
| 21 de junio | 17:00 | Puerto Rico | 3 : 0  | Australia | 25-10 | 25-19 | 25-15 |       |       | 75-44 |
| 22 de junio | 17:00 | Puerto Rico | 0 : 3  | Bulgaria  | 18-25 | 18-25 | 14-25 |       |       | 50-75 |

### Fase final
|  | Semifinales | Semifinales | Semifinales |          |          | Final         | Final         | Final         |  |
|  | 23 de junio | 23 de junio | 23 de junio |          |          | 24 de junio   | 24 de junio   | 24 de junio   |  |
|  |             |             |             |          |          |               |               |               |  |
|  |             |             |             |          |          |               |               |               |  |
|  | 1A          | Colombia    | 3           |          |          |               |               |               |  |
|  | 1A          | Colombia    | 3           |          |          |               |               |               |  |
|  | 2B          | Puerto Rico | 1           |          |          |               |               |               |  |
|  | 2B          | Puerto Rico | 1           |          | Colombia | Colombia      | 1             |               |  |
|  |             |             |             |          | Colombia | Colombia      | 1             |               |  |
|  |             |             | Bulgaria    | Bulgaria | 3        |               |               |               |  |
|  | 1B          | Bulgaria    | Bulgaria    | Bulgaria | 3        | 3             |               |               |  |
|  | 1B          | Bulgaria    |             |          |          | 3             |               |               |  |
|  | 2A          | Perú        | 0           |          |          | Tercer puesto | Tercer puesto | Tercer puesto |  |
|  | 2A          | Perú        | 0           |          |          | Tercer puesto | Tercer puesto | Tercer puesto |  |
|  |             |             |             |          |          |               |               |               |  |
|  |             |             |             |          |          | Puerto Rico   | Puerto Rico   | 3             |  |
|  |             |             |             |          |          | Puerto Rico   | Puerto Rico   | 3             |  |
|  |             |             |             |          |          | Perú          | Perú          | 2             |  |
|  |             |             |             |          |          | Perú          | Perú          | 2             |  |
|  |             |             |             |          |          |               |               |               |  |

##### Semifinales
| Fecha       | Hora  | Equipo 1 | Sets  | Equipo 2    | Set 1 | Set 2 | Set 3 | Set 4 | Set 5 | Total  |
| ----------- | ----- | -------- | ----- | ----------- | ----- | ----- | ----- | ----- | ----- | ------ |
| 23 de junio | 16:00 | Colombia | 3 : 1 | Puerto Rico | 23-25 | 27-25 | 25-10 | 25-18 |       | 100-78 |
| 23 de junio | 18:00 | Bulgaria | 3 : 0 | Perú        | 25-21 | 25-22 | 25-18 |       |       | 75-61  |

##### Tercer lugar
| Fecha       | Hora  | Equipo 1    | Sets  | Equipo 2 | Set 1 | Set 2 | Set 3 | Set 4 | Set 5 | Total   |
| ----------- | ----- | ----------- | ----- | -------- | ----- | ----- | ----- | ----- | ----- | ------- |
| 24 de junio | 16:00 | Puerto Rico | 3 : 2 | Perú     | 22-25 | 25-15 | 21-25 | 25-17 | 16-14 | 109- 96 |

##### Final
| Fecha       | Hora  | Equipo 1 | Sets  | Equipo 2 | Set 1 | Set 2 | Set 3 | Set 4 | Set 5 | Total |
| ----------- | ----- | -------- | ----- | -------- | ----- | ----- | ----- | ----- | ----- | ----- |
| 24 de junio | 18:00 | Colombia | 1 : 3 | Bulgaria | 25-22 | 19-25 | 20-25 | 23-25 |       | 87-97 |

## Posiciones finales
| Pos.              | Equipo       |
| ----------------- | ------------ |
| Medalla de oro    | Bulgaria VNL |
| Medalla de plata  | Colombia     |
| Medalla de bronce | Puerto Rico  |
| 4                 | Perú         |
| 5                 | Hungría      |
| 6                 | Australia    |

| \| \| \| \| \| Campeón Bulgaria[7] 1.er título \| Plantel: 1 Gergana Dimitrova, 2 Nasya Dimitrova, 3 Kristiana Petrova, 4 Veselina Arshinkova , 7 Lora Kitipova, 8 Petya Barakova, 9 Monika Krasteva, 10 Mira Todorova, 11 Hristina Hristova Vuchkova , 12 Mariya Karakasheva, 15 Zhana Todorova, 17 Borislava Saykova, 18 Silvana Chausheva, 19Aleksandra Milanova Entrenador: Ivan Petkov |
| |
| |
| Campeón Bulgaria 1.er título |

|                              |
|                              |
| Campeón Bulgaria 1.er título |

## Clasificadas aLiga de Naciones de Voleibol Femenino de 2019
| Bulgaria |